# Staranzano
Staranzano (Bisiac: Staransan) là một đô thị ở tỉnh Gorizia thuộc vùng Friuli-Venezia Giulia, nằm ở vị trí cách khoảng 30 km về phía tây bắc của Trieste và khoảng 15 km về phía tây nam của Gorizia. Tại thời điểm ngày 31 tháng 12 năm 2004, đô thị này có dân số 6.812 người và diện tích là 18,7 km².
Đô thị Staranzano có các frazioni (đơn vị cấp dưới, chủ yếu là thôn làng) Alberoni, Bistrigna, Dobbia, Lido di Staranzano, Quarantia, Villaraspa, Le Coloschie, Bosco Grande, Bonifica del Broncolo, và Punta Sdobba.
Staranzano giáp các đô thị sau: Grado, Monfalcone, Ronchi dei Legionari, San Canzian d'Isonzo.